# 나가사끼 짬뽕 (삼양)
나가사끼 짬뽕은 삼양식품에서 2011년 7월 출시한 라면이다. 일본의 전통음식인 나가사키 짬뽕을 응용하여 만든 인스턴트 라면이다. 하얀국물 라면 붐이 불었을 때 시장에서 팔도의 꼬꼬면과 경쟁하며 인기를 끌기도 했다.

## 사진

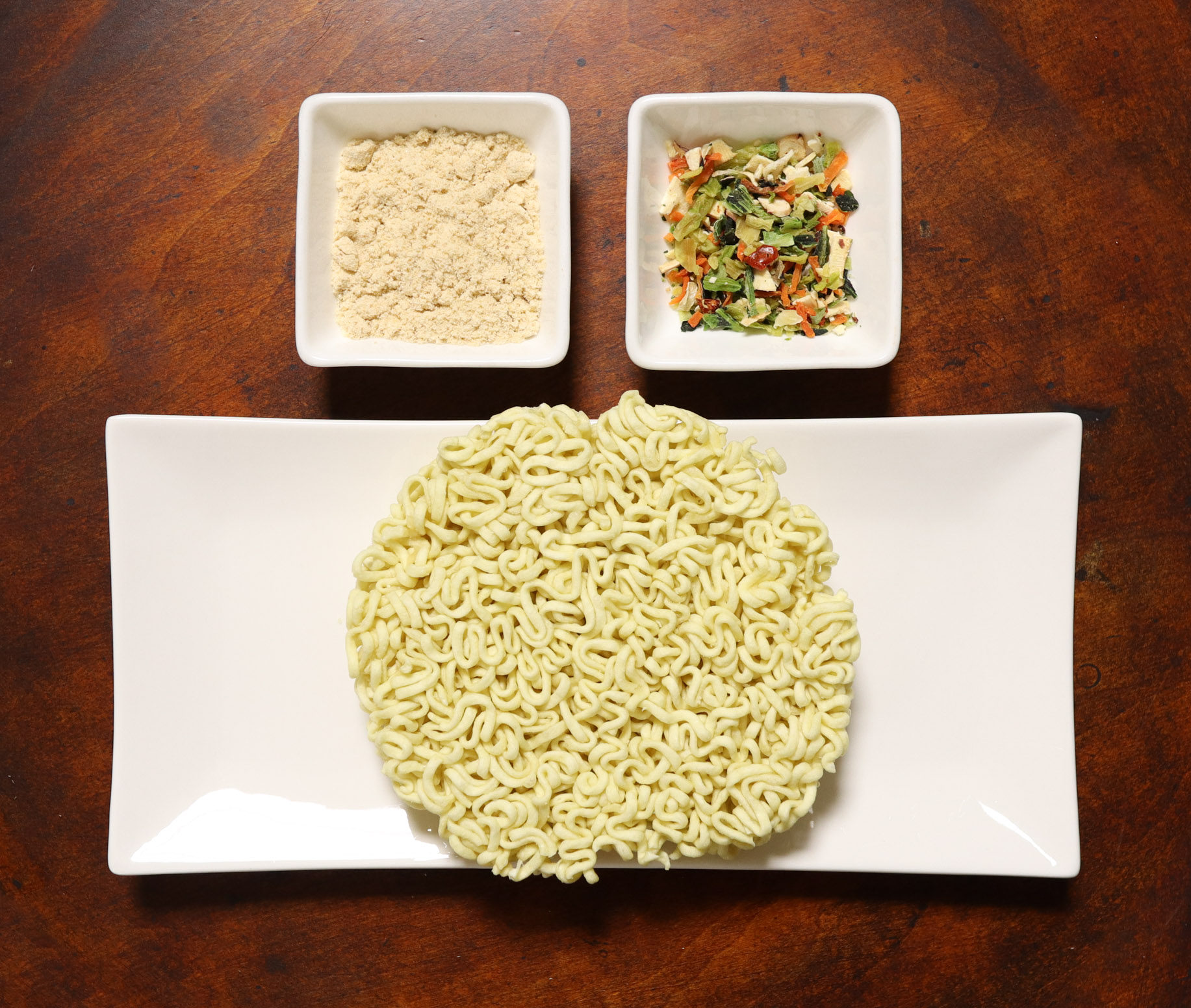
나가사끼 짬뽕 재료
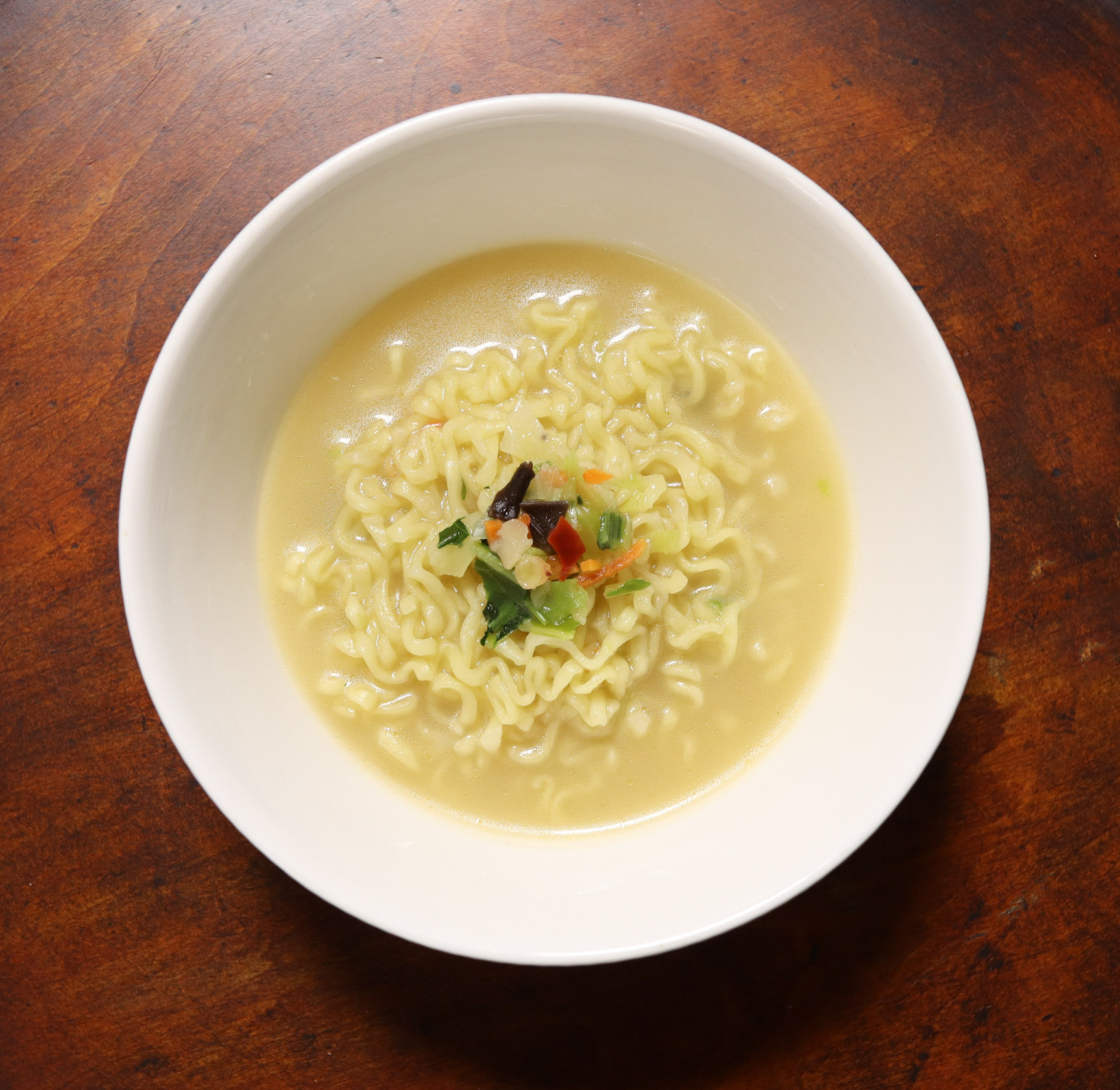
나가사끼 짬뽕
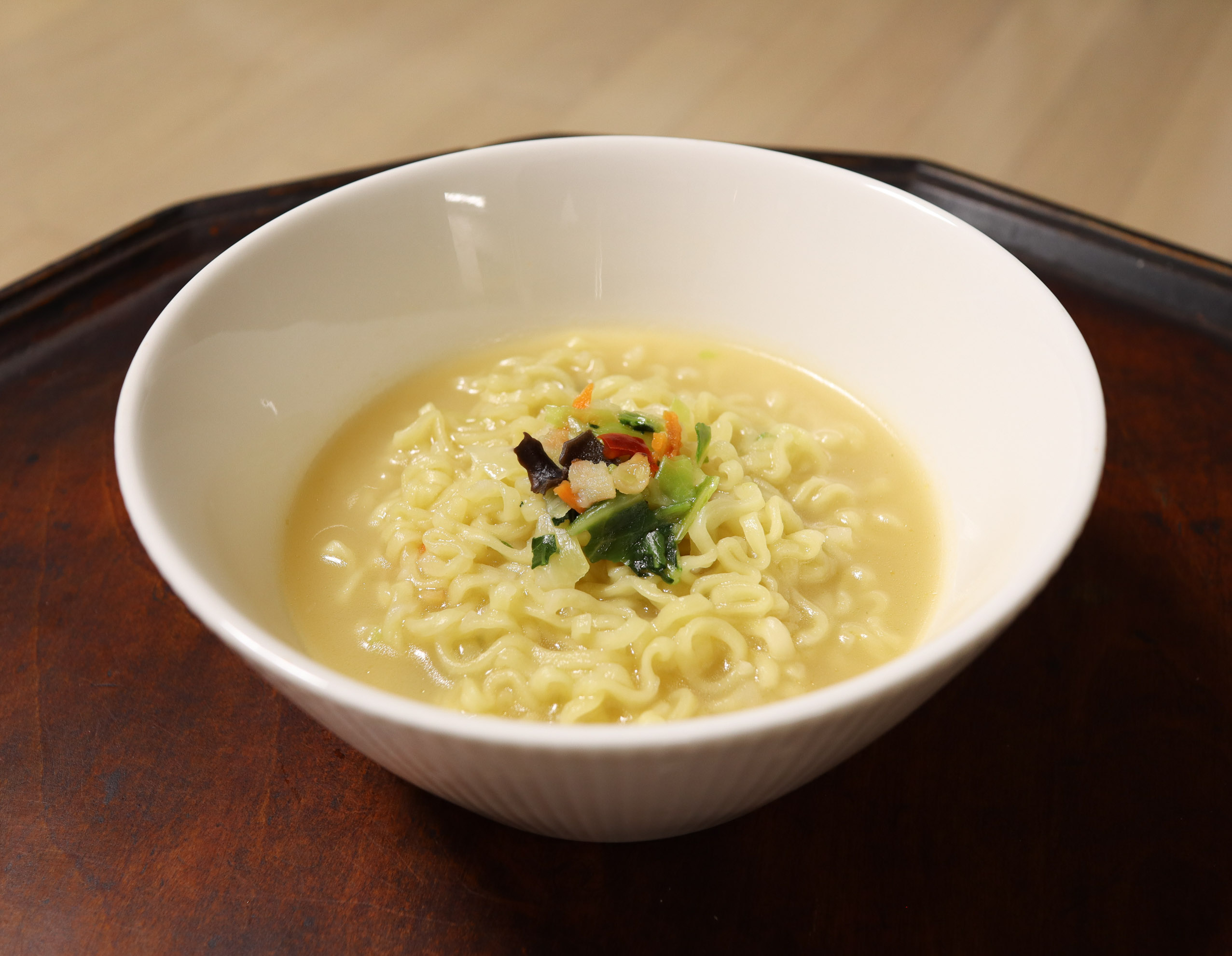
나가사끼 짬뽕